# Magnus Rydelius
Magnus Rydelius, född den 24 juni 1676 i Fornåsa församling, Linköpings stift, död den 1 december 1742 i Lund, var en svensk präst och universitetslärare. Han var bror till Andreas Rydelius och gifte sig 1716 med Elisabeth Stobæa.
Han blev student vid Uppsala universitet 1694, filosofie magister där 1703, blev 1711 docent och rektor vid katedralskolan i Lund. Sistnämnda befattning innehade han dock endast till 1712, då han erhöll akademiräntmästartjänsten. Han utnämndes till professor i historia och poesi vid Lunds universitet 1715 och kvarstod som sådan till 1731, då han vid historiens frånskiljande såsom särskilt läroämne för sin del behöll den nyinrättade professuren i poesi och vältalighet. Han blev teologie doktor 1733 samt utnämndes 1735 till tredje teologie professor,  1739 till andre och 1740 till förste teologie professor och domprost. 
Trots att han ansågs vara mycket underlägsen sin bror, var han dock en ganska skicklig man samt utmärkt för både lärdom, undervisningsskicklighet och skriftställarförmåga. Ett berömligt drag i hans karaktär var hans hjälpsamhet mot nödlidande, vilka han aldrig tröttnade på att ge sitt stöd, trots att två stora eldsvådor berövade honom en god del av hans egendom. Såsom professor utgav han och presiderade vid hela 89 akademiska dissertationer.